# 司禄 (星官)
司禄是中国古代星官名，意为掌爵禄及增寿的神，属于二十八宿中的虚宿，位于现代星座的飞马座与宝瓶座。《丹元子步天歌》：“（虚）上下各一如連珠，命祿危非虛上呈。”司禄位于司命以北，包含两颗恒星，视星等均暗于五等。清钦天监所编《仪象考成》，司禄增加了2星，但是据考证位置与司禄两颗本星位置重复。

## 所含恒星[2]
| 中國星名 | 現代星名 | 所屬星座 |
| -------- | -------- | -------- |
| 司祿一   | 11 Peg   | 飛馬座   |
| 司祿二   | 25 Aqr   | 寶瓶座   |
|          |          |          |
| 司祿增一 | 11 Peg   | 飛馬座   |
| 司祿增二 | 25 Aqr   | 寶瓶座   |